# Саломатина, Вера Михайловна
Вера Михайловна Саломатина (1924—1981) — советский передовик производства в сельском хозяйстве. Герой Социалистического Труда (1948).

## Биография
Родилась 4 января 1924 года в селе с. Данково, Каширский район Воронежской области в крестьянской семье.
С 1938 года вступила в колхоз «Красный Октябрь» Каширского района, в период войны возглавляла полеводческое звено этого колхоза.
В 1947 году по итогам работы полеводческое звено В. М. Саломатиной получило урожай ржи 30,19 центнера с гектара на площади восьми гектаров.
18 января 1948 года Указом Президиума Верховного Совета СССР «за получение высоких урожаев пшеницы и ржи в 1947 году» Вера Михайловна Саломатина была удостоена звания Героя Социалистического Труда с вручением Ордена Ленина и золотой медали «Серп и Молот».
С 1951 года обучалась в средней сельскохозяйственной школе повышения квалификации колхозных кадров. С 1953 года проживала в городе Сталино (с 1961 года — город Донецк) Украинской ССР.
Скончалась 19 декабря 1981 года в Донецке, похоронена на кладбище села Данково.

## Награды
- Медаль «Серп и Молот» (18.01.1948)
- Орден Ленина (18.01.1948)